# Berlinia
Genre
Classification phylogénétique
Synonymes
- Macroberlinia (Harms) Hauman
- Westia Vahl[2]

Berlinia est un genre de plantes à fleurs dicotylédones de la famille des Fabaceae, sous-famille des Caesalpinioideae, originaire d'Afrique, qui comprend 18 espèces acceptées.
Ce sont des arbustes ou de arbres de taille variable (de 10 à 40 mètres de haut). Certaines espèces, notamment Berlinia bracteosa, Berlinia confusa et Berlinia grandiflora, sont exploitées pour leur bois utilisé comme bois d'œuvre et commercialisé sous le nom d'« ebiara ».

## Liste d'espèces
Selon The Plant List (25 juillet 2017) :
- Berlinia auriculata Benth.
- Berlinia bracteosa Benth.
- Berlinia brazzavillensis (A. Chev.) Troupin
- Berlinia bruneelii (De Wild.) Torre & Hillc.
- Berlinia confusa Hoyle
- Berlinia congolensis (Baker f.) Keay
- Berlinia coriacea Keay
- Berlinia craibiana Baker f.
- Berlinia doka (W. G. Craib & Stapf) Engl.
- Berlinia giorgii De Wild.
- Berlinia grandiflora (Vahl) Hutch. & Dalziel
- Berlinia hollandii Hutch. & Dalziel
- Berlinia lundensis Torre & Hillc.
- Berlinia occidentalis Keay
- Berlinia orientalis Brenan
- Berlinia sapinii De Wild.
- Berlinia tomentella Keay
- Berlinia viridicans Baker f.